# Душан Цекич
Душан Цекич (на сръбски: Душан Цекић или Dušan Cekić) е сръбски журналист и политик, комунист, член на Централния комитет на Югославската комунистическа партия.

## Биография
Роден е в току-що завладения от Сърбия Лесковац на 28 февруари 1879 г. Работи за образуването на Сръбската социалдемократическа партия и участва синдикалното движение. Близък съратник е на Димитрие Туцович. Цекич е избран за член на Управителния комитет на Втория конгрес на Работническия съюз на Сърбия през 1904 г.
След Младотурската революция от 1908 г. пристига в Скопие, където през 1909 г. е сред основателите и секретар на Скопската социалдемократическа организация. Издател е на вестника „Социалистичка зора“. Цекич като представител на социалдемократическите организации от Македония, заедно с Васил Главинов, Стоян Дивлев и Михаил Цоков, взема участие в Първата балканска социалдемократическа конференция в Белград през януари 1910 г.
След Балканските войни, когато Вардарска Македония попада в Сърбия, се възобновява Скопската социалдемократска организация и през април 1914 г. е избрано ново ръководство, като Цекич е избран за неин председател.
След края на Първата световна война и формирането на Сърбо-хърватско-словенското кралство Скопската социалдемократическа организация пак е възстановена на 9 февруари 1919 г. и за председател отново е избран Цекич. През април същата година той е в 20-члената делегация от Южна Сърбия на Първия конгрес на Социалистическата работническа партия на Югославия (комунисти) в Белград и е избран за член на новоформирания 10-членен Изпълнителен комитет.
През 1920 г. за кратко наследява Спиро Хаджиристич като кмет на Скопие. През същата година участва и на Втория конгрес на ЮКП и е преизбран в Изпълнителния комитет, заема и длъжността секретар на Областния комитет на ЮКП за Македония. Като делегат на КПЮ през юни-юли 1921 г. Цекич взема участие и в работата на Третия конгрес на Комунистичкия интернационал.
Умира в Скопие в 1939 година.